# Reuzenschelpkokerworm
De reuzenschelpkokerworm of Loimia ramzega is een Polychaete mariene worm. De soort werd in 2017 ontdekt en voor het eerst beschreven. De soortnaam ramzega is afgeleid van ramzeg, het Bretonse woord voor reus.